# Pierre Pithou
Pierre Pithou (Troyes, 1º novembre 1539 – Nogent-sur-Seine, 1º novembre 1596) è stato uno scrittore francese.

## Biografia

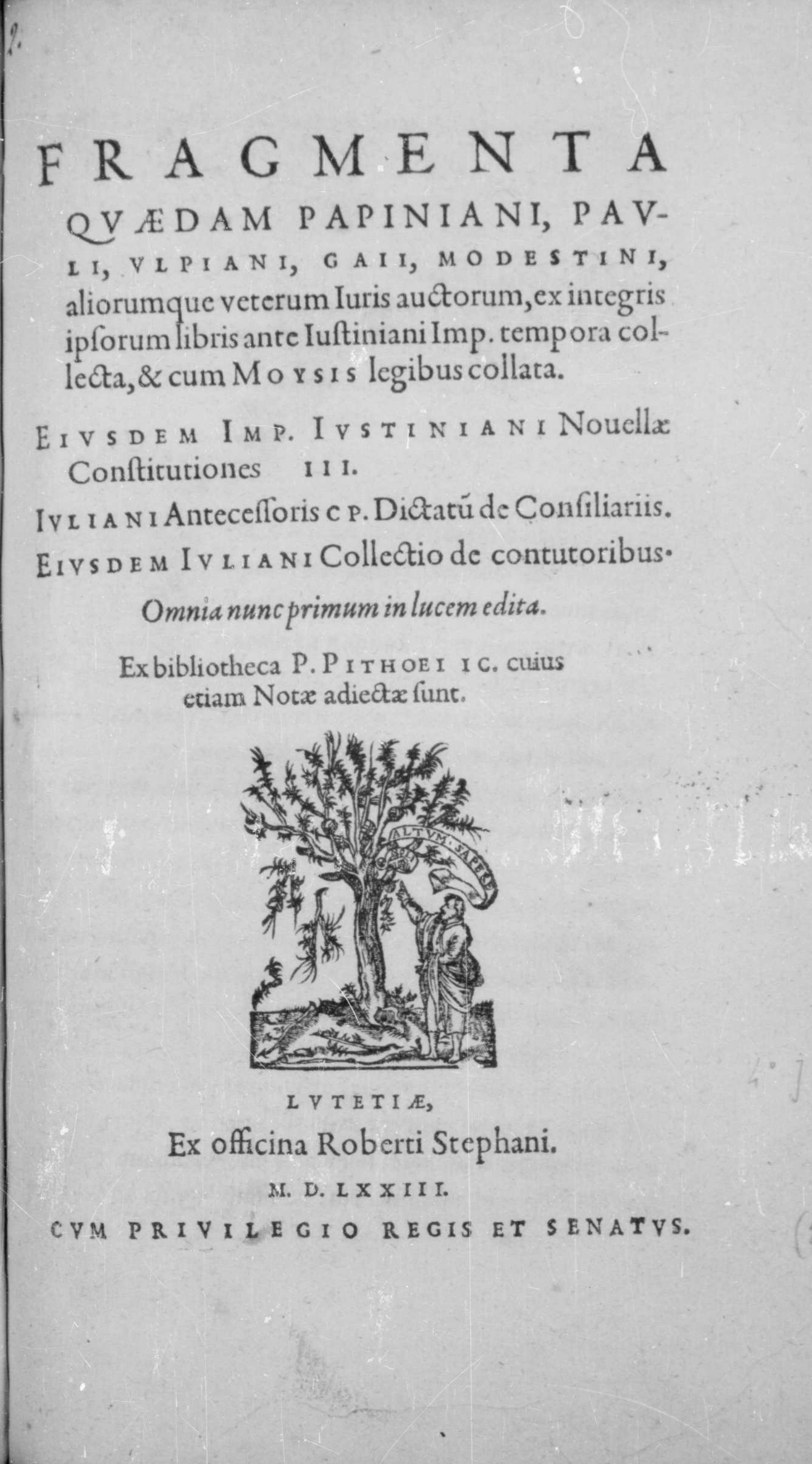
Fragmenta quaedam Papiniani, Pauli, Ulpiani, Gaii, Modestini, aliorumque veterum iuris auctorum, 1573

Il suo interesse per la letteratura si manifestò precocemente e il padre Pierre (1496-1556) lo incoraggiò nei suoi studi. Nel 1560 era già avvocato al Parlamento di Parigi ma nel 1562, durante le guerre di religione, Pithou, che era calvinista, dovette ritirarsi a Sedan e poi a Basilea, da dove ritornò in Francia dopo la pubblicazione dell'Editto di Amboise nel 1563. Poco dopo accompagnò il duca di Montmorency nella sua ambasciata in Inghilterra, ritornando a Parigi poco prima del massacro della notte di san Bartolomeo, al quale sfuggì per miracolo. L'anno seguente abiurò il protestantesimo.
Enrico IV, poco dopo essere salito al trono, riconobbe il talento e i servizi resi da Pithou affidandogli diversi incarichi: il suo lavoro più importante fu la collaborazione prestata alla redazione della Satire Ménippée (1593), una mordace opera collettiva in prosa e in versi che prendeva di mira la Lega cattolica: di essa fa parte la Harangue du Sieur d'Aubray (L'arringa del Signor d'Aubray), che gli è generalmente attribuita. Alla sua morte, la sua preziosa biblioteca, particolarmente ricca di manoscritti, fu in gran parte trasferita a costituire quella che ora è la Biblioteca nazionale di Francia di Parigi.
Pithou scrisse un gran numero di opere giuridiche e storiche, oltre a edizioni di molti autori antichi. La sua prima pubblicazione furono gli Adversariorum subsecivorum libri II. (1565). Forse l'edizione delle Leges Visigothorum (1579) rappresenta il suo contributo più prezioso alla scienza storica; nella stessa linea egli rivide nel 1588 i Capitula di Carlo Magno, di Ludovico il Pio e di Carlo il Calvo e aiutò il fratello François a preparare un'edizione del Corpus juris canonici (1587). Le sue Libertés de l'Église gallicane (1594) furono ristampate nelle sue Opera sacra juridica historica miscellanea collecta (1609). Nel campo della letteratura classica, fu il primo a rendere familiari le Favole di Fedro (1596); rivide anche il Pervigilium Veneris (1587) oltre a Giovenale e Persio (1585).
Tre suoi fratelli furono conosciuti come distinti giuristi: Jean (1524-1602) è autore di un Traité de la police et du gouvernement des républiques e, in collaborazione col gemello Nicolas (1524-1598), dell'Institution du mariage chrétien; il fratello François (1543-1621) è l'autore del Glossarium ad libros capitularium (1588) e delTraité de l'excommunication et de l'interdit, &c. (1587).

## Opere

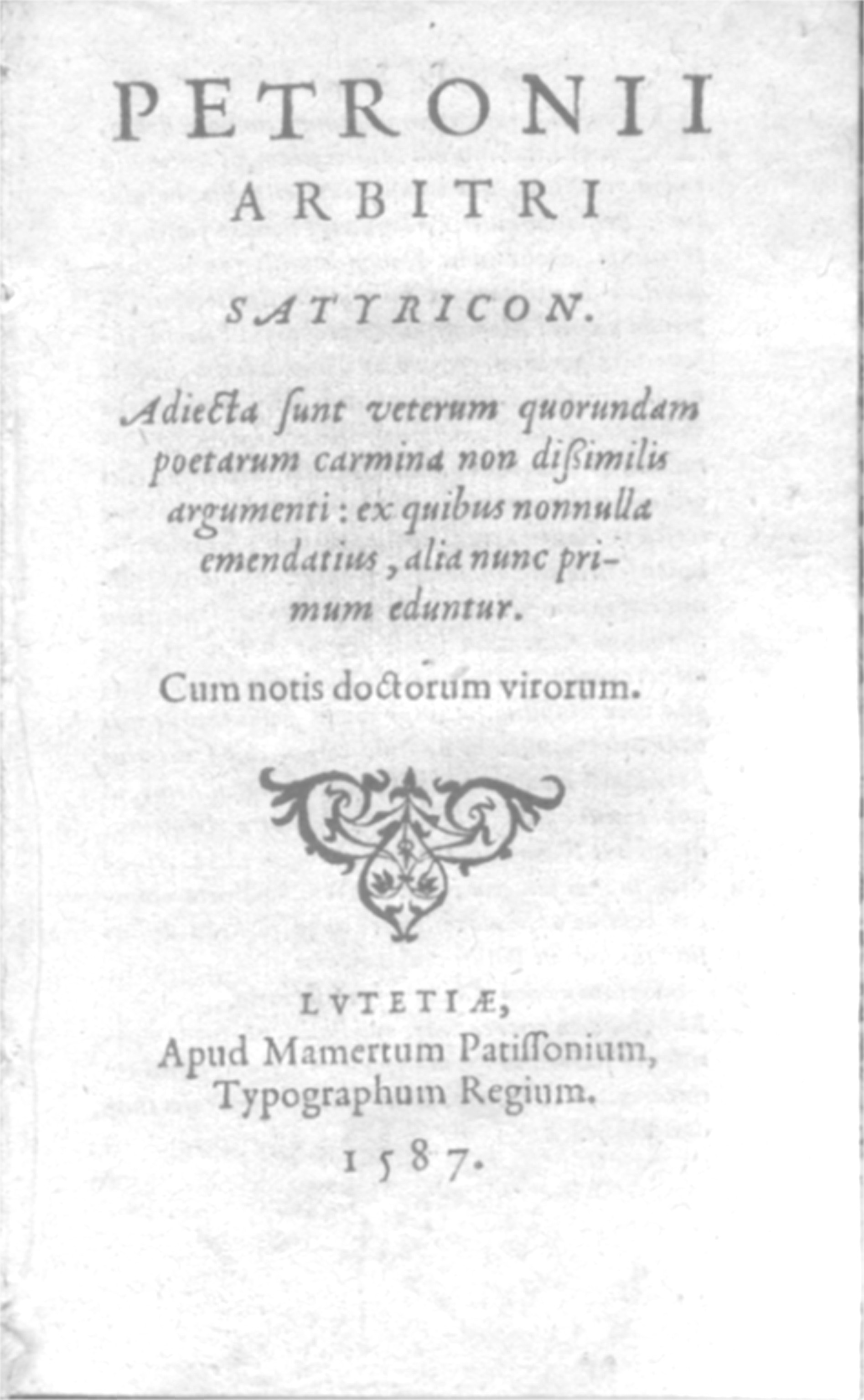
Satyricon, 1587

- Adversariorum subsecivorum libri II, 1565.
- Bref recueil des évêques de Troyes, [1572].
- (LA) Fragmenta quaedam Papiniani, Pauli, Ulpiani, Gaii, Modestini, aliorumque veterum iuris auctorum, Paris, Robert Etienne, 1573.
- Leges Visigothorum, 1579.
- Satire Ménippée, 1593.
  - Satyre Ménippée : de la vertu du Catholicon d'Espagne et de la tenue des estats de Paris, a cura di Charles Labitte, Œuvres & Valsery, Ressouvenances, 1841; 1997, ISBN 978-2-90442-973-6.
  - Satyre Menippee: de la Vertu du Catholicon d'Espagne et de la tenue des Estats de Paris, edizione critica a cura di Martial Martin, Paris, H. Champion, 2007, «Textes de la Renaissance» n° 117, ISBN 978-2-74531-484-0.
- Libertés de l'Église gallicane, 1594.
- Opera sacra juridica historica miscellanea collecta, 1609.
- Charlemagne empereur d'Occident
- Généalogie des comtes héréditaires de Troyes et de Meaulx, ou de Champaigne et Brie, qui furent aussi Roys de Navarre